# Atropa lutea
Atropa lutea är en potatisväxtart som först beskrevs av Döll, och fick sitt nu gällande namn av A. S. Al-nowaihi och M. M. Mourad. Atropa lutea ingår i släktet belladonnor, och familjen potatisväxter. Inga underarter finns listade i Catalogue of Life.